# Namenlose (Lied)
Namenlose ist ein Lied des Südtiroler Singer-Songwriters Dominik Plangger von seinem Album Ansichtshalber. Es basiert auf dem Lied Deportee (Plane Wreck at Los Gatos) von Woody Guthrie und Martin Hoffman. Thema ist die Situation der Bootsflüchtlinge.

## Inhalt

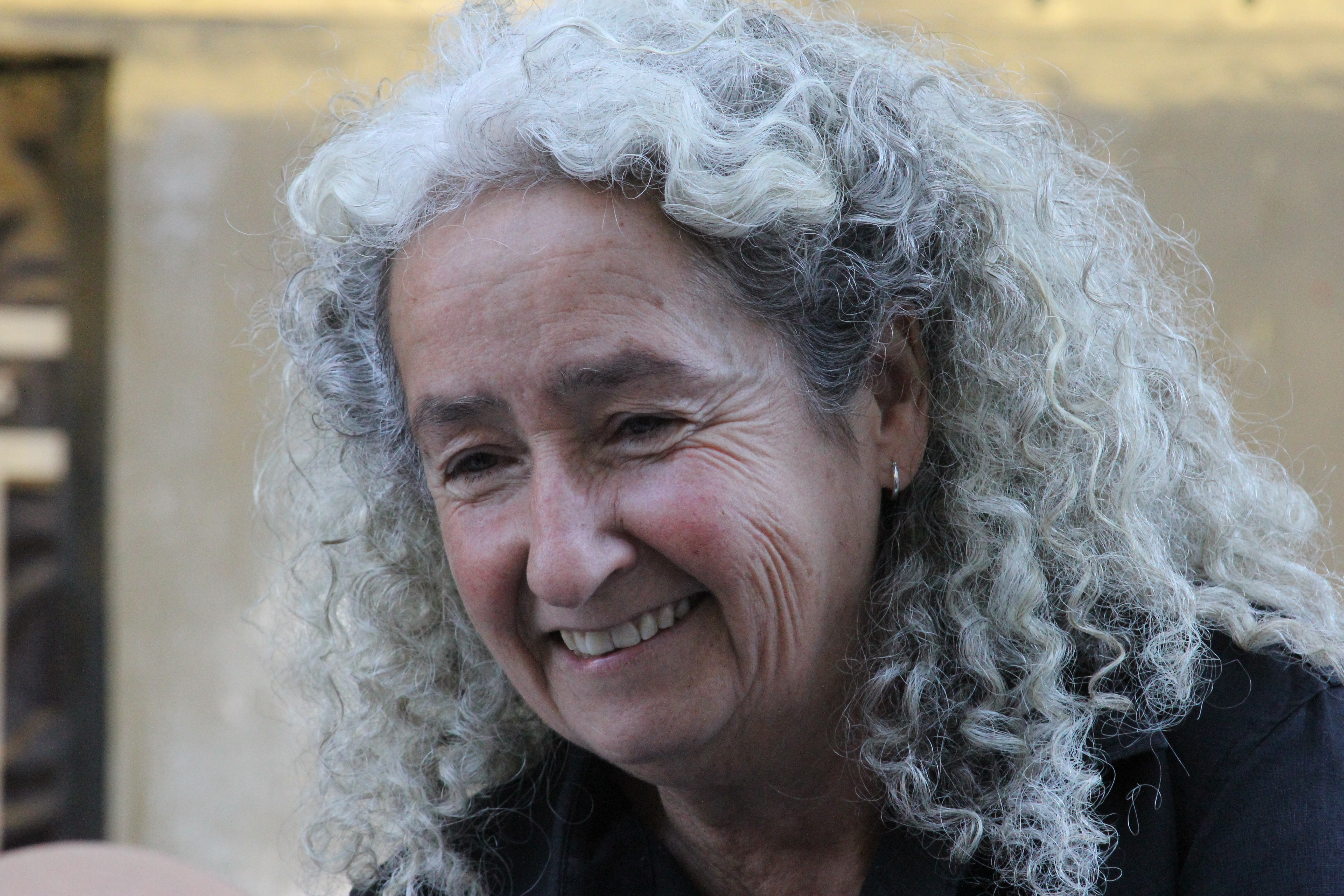
Sängerin Nora Guthrie (2012)

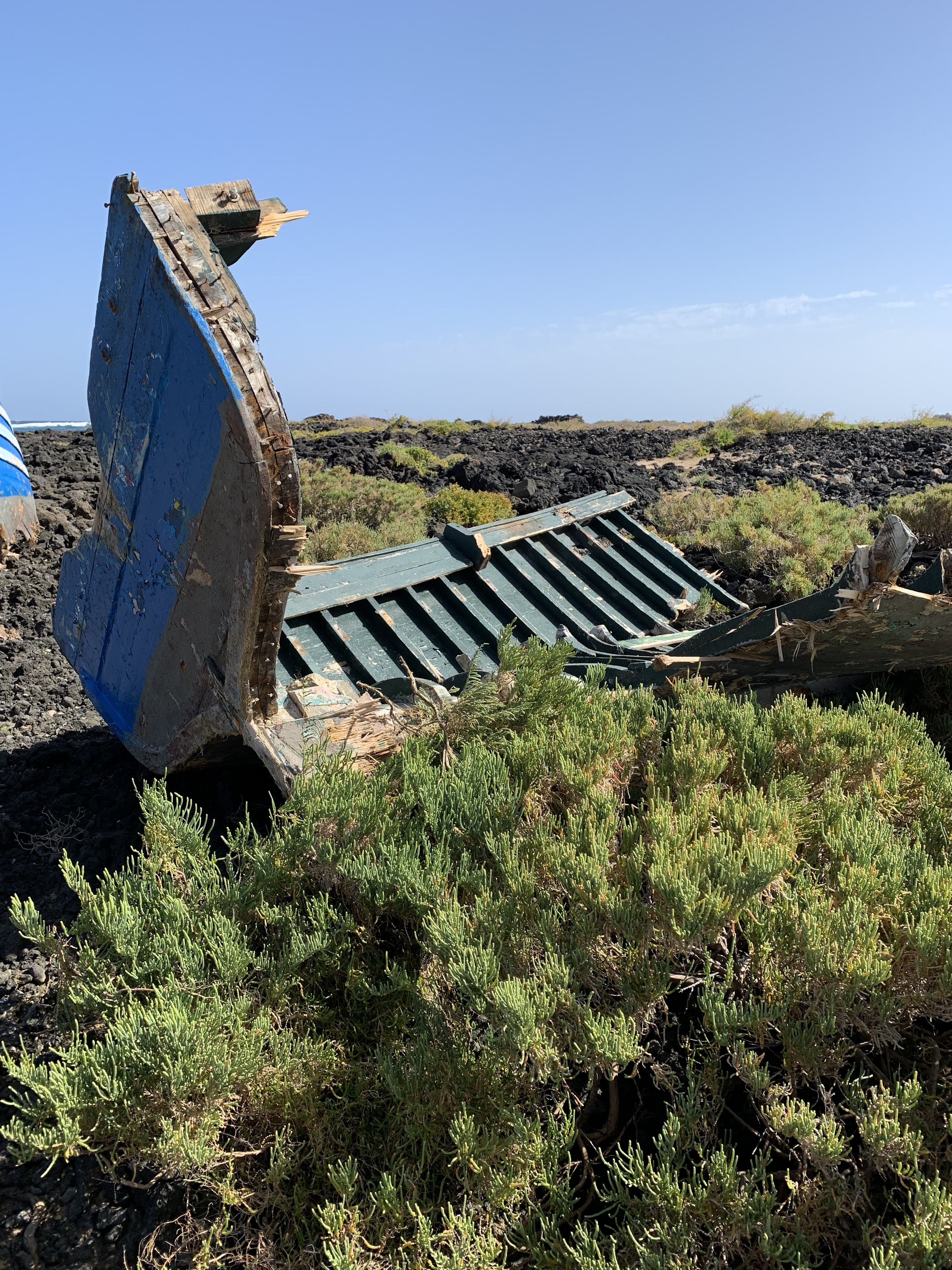
Flüchtlingsboot auf Lanzarote

Plangger bekam von Nora Guthrie, der Tochter Woody Guthries, die Erlaubnis, das Lied Deportee (Plane Wreck at Los Gatos) zu verwenden. Er verbindet die Melodie des Deportee-Liedes mit einem Text über das Schicksal von Flüchtlingen, die mit Booten nach Europa wollen. Gemeinsam mit seiner Frau Claudia Fenzl gibt er wie im Original den Ertrunkenen Namen und verabschiedet sie:

„Leb wohl Mohammed, leb wohl Rashida, ade Bashar, kleine Jalila.“

Das Lied besteht aus vier Strophen. Die erste nennt leere Strände, an denen die Toten gefunden werden. Die zweite Strophe nennt die Hoffnung der Flüchtenden auf ein sicheres Leben. Ohne Refrain folgt die dritte Strophe, die die Ursachen der Flucht behandelt. Die letzte Strophe beklagt das fehlende Mitleid. Der Refrain beinhaltet die Verabschiedung und die Feststellung, dass sie nie als Menschen gesehen worden wären.
Zunächst veröffentlichte Plangger das Lied 2020 als Download, 2022 erschien es auf seinem Album Ansichtshalber. Zur Entstehung während der Coronazeit sagte Plangger dem Südtiroler Onlinemagazin BARFUSS, dass man auch in dieser Zeit diese Menschen nicht vergessen darf. „Das ist ein so schönes und wichtiges Lied, gerade jetzt, wo das alles so sträflich vergessen wird“, sagt Konstantin Wecker. Im Interview mit dem Nachrichtenportal SALTO sagt Plangger: „Die Entmenschlichung von Personen wird auch von Politikern gezielt eingesetzt und führt zu dieser gesellschaftlichen Verrohung, die wir gerade erleben.“

## Besetzung
Plangger begleitet sich auf der Gitarre, Claudia Fenzl spielt Violine und übernimmt die zweite Stimme, Markus Mayerhofer spielt Pedal-Steel-Gitarre.